# Lista över figurer i Disneys tecknade filmer
Lista över tecknade figurer från Walt Disney Pictures' filmer, samt dessa filmers efterföljande TV-serier.

## Disneyklassiker och uppföljare

### Snövit och de sju dvärgarna– Engelska originalröster (1937)
- Snövit (Snow White) – Adriana Caselotti

- De sju dvärgarna (The Seven Dwarfs)
  - Blyger (Bashful) – Scotty Mattraw
  - Kloker (Doc) – Roy Atwell
  - Toker (Dopey) – Eddie Collins
  - Butter (Grumpy) – Pinto Colvig
  - Glader (Happy) – Otis Harlan
  - Trötter (Sleepy) – Pinto Colvig
  - Prosit (Sneezy) – Billy Gilbert

- Den onda drottningen / Den gamla gumman (The Wicked Queen / The Old Woman) – Lucille La Verne
- Prinsen (The Prince) – Harry Stockwell
- Den magiska spegeln (The Magic Mirror) – Moroni Olsen
- Jägaren (Huntsman) – Stuart Buchanan
- Djur (Animals)
- Korpen (The Raven)

Bird – Marion Darlington

### Pinocchio– Engelska originalröster (1940)
- Pinocchio (Pinocchio) – Dickie Jones
- Benjamin Syrsa (Jiminy Cricket) – Cliff Edwards
- Geppetto (Geppetto) – Christian Rub

- Figaro (Figaro) – Mel Blanc
- Cleo (Cleo) – Mel Blanc
- Redlige John / Ärlige John (J. Worthington Foulfellow, a.k.a. Honest John) – Walter Catlett
- Stromboli (Stromboli) – Charles Judles
- Körkarlen (The Coachman) – Charles Judles
- Lampis (Lampwick) – Frankie Darro
- Den Blå Fen (The Blue Fairy – Evelyn Venable

- Monstro (Monstro the Whale) – Thurl Ravenscroft
- Marionetter (Marionettes) – Patricia Page
- Gökur-fåglar (Cuckoo Clock Birds) – Marion Darlington
- Carnival Barker – Don Brodie

### Fantasia(1940) – Engelska originalröster
- Musse Pigg (Mickey Mouse – Walt Disney
- Yen Sid (Yen Sid)
- Demonen Chernabog/Djävulen (The Demon Chernabog/The Devil)
- Dirigent – Leopold Stokowski
- Konferencier – Deems Taylor

Hugh Douglas Corey Burton

### Dumbo(1941) – Engelska originalröster
- Dumbo (Dumbo)
- Timothy Mus (Timothy Mouse) – Edward "Ed" Brophy
- Fru Jumbo (Mrs Jumbo) – Verna Felton
- Cirkusdirektören (Ringmaster) – Herman Bing
- Lilla Tåget (Casey Jr.)
- Herr Stork (Messenger Stork) – Sterling Holloway

- Elefanterna
  - Prissy (Prissy)
  - Matriarken (Matriarch)
  - Giggles (Giggles) – Dorothy Scott
  - Catty (Catty) – Noreen Gamill

- Kråkorna 
  - Billy Klotis (Billy, The Fat Crow)
  - Jorg Dandy (George, The Dandy Crow)
  - Danil "Dinti" Glasse (Daniel "Danny", The Glasses Crow)
  - Nigel Prälle (Nigel, The Preacher Crow)
  - Tammi Halmhatt (Tommy, The Straw Hat Crow)

- Stickan (Skinny)
- Clowner
- Joe (Joe)

### Bambi(1942)
- Bambi (Bambi)
- Blomma (Flower)
- Stampe (Thumper)
- Bambis mor (Bambi's Mother)
- Feline (Faline)
- Skogens Furste (Great Prince of the Forest)
- Ugglefar/Ugglan (Friend Owl)
- Stampes mor (Mrs Rabbit)

#### Bambi 2(2006)
- Bambi (Bambi), även i Bambi
- Stampe (Thumper), även i Bambi
- Bambis mor (Bambi’s Mother), även i Bambi
- Blomma (Flower), även i Bambi
- Feline (Faline), även i Bambi
- Skogens konung (The Great Prince Stag)
- Ugglan (Owl), även i Bambi

- Ronno (Ronno)
- Stampes systrar (Thumper's Sisters)
- Murmeldjur (Groundhog)
- Piggsvin (Porcupine)
- Mena (Mena)

### Saludos Amigos(1942)
- Kalle Anka (Donald Duck)
- Långben (Goofy)
- José Carioca (José Carioca)
- Berättaren (Narrator)
- Walt Disney (Walt Disney)

### Tre Caballeros(1944)
- Kalle Anka (Donald Duck)
- José Carioca (José Carioca)
- Panchito (Panchito)
- Berättaren (Narrator)

### Make Mine Music(1946)

#### AvsnittetThe Martins and the Coys
- Familjen Martin (The Martins)
  - Grace Martin
- Familjen Coy (The Coys)
  - Henry Coy

#### AvsnittetAll the Cats Join In
- Ungdomar (Teens)

#### AvsnittetCasey at the Bat
- Casey
- Cooney
- Blake
- Jimmy Flynn
- Kastaren (Pitcher)
- Domaren (Umpire)
- Kvinnorna från läktaren (Ladies from the Stand)
- Publik (Audience)
- Orkester (Band)

#### AvsnittetPeter och vargen
- Peter
- Fågeln Sasha (Sasha the Bird)
- Ankan Sonia (Sonia the Duck)
- Katten Ivan (Ivan the Cat)
- Farfar (Grandpapa)
- Jägarna (Hunters)
- Vargen (The Wolf)

#### AvsnittetJohnny Fedora and Alice Blue Bonnet
- Johnny Fedora
- Alice Blue Bonnet

#### AvsnittetThe Whale Who Wanted to Sing at the Met
- Valen Willie (Willie the Whale)
- Tetti Tatti
- Fiskmåsen Whitey (Whitey the Seagull)
- Seglare (Sailors)

### Pank och fågelfri(1947)

#### Ramberättelsen
- I bioversionen: Benjamin Syrsa från Pinocchio
- I TV-versionen: Ludwig von Anka och Herman (Ludwig Von Drake och Herman)

#### AvsnittetBongo
- Bongo (Bongo)
- Lollobell (Lulubelle)
- Klumpkäft (Lumpjaw)
- Piff och Puff (Chip 'n' Dale)

#### AvsnittetMusse och Bönstjälken
- Musse Pigg (Mickey Mouse)
- Kalle Anka (Donald Duck)
- Långben (Goofy)
- Jätten Ville (Willie the Giant)
- Den sjungande Harpan (Singing Harp)
- Kon

### Melody Time(1948)

#### AvsnittetEn vintersaga
- Joe
- Jenny
- Två kaniner (Rabbits)

#### AvsnittetBumble Boogie
- Humlan (Bumble)

#### AvsnittetLegenden om Johnny Appleseed
- John Chapman / Johnny Appleseed
- Johnnys skyddsängel (Johnny's Angel)
- Djur (Animals)
- Nybyggare (Pioneers)

#### AvsnittetLilla Tråget
- Lilla Tråget (Little Toot)
- Stora Tråget (Big Toot)

#### AvsnittetBlame It on the Samba
- Kalle Anka (Donald Duck)
- José Carioca
- Aracuan (Aracuan Bird)

#### AvsnittetPecos Bill
- Pecos Bill
- Widowmaker
- Slue-Foot Sue

### The Adventures of Ichabod and Mr. Toad(1949)

#### AvsnittetHerr Padda
- Herr Padda (Mr. Toad)
- Råttan (Rat)
- Mullvad (Mole)
- Grävling (Angus MacBadger)
- Winky (Winky)
- Cyril Proudbottom (Cyril Proudbottom)
- Domaren
- Åklagaren
- Läkare
- Vesslorna

#### AvsnittetLegenden om Sömniga Dalen
- Ichabod Crane (Ichabod Crane)
- Brom Bones (Brom Bones)
- Katrina Van Tassel (Katrina Van Tassel)
- Baltus Van Tassel (Baltus Van Tassel)

- Den huvudlöse ryttaren (The Headless Horseman)
- Tilda (Tilda)
- Gunpowder (Gunpowder)
- Ichabods barn

### Askungen(1950)
- Askungen (Cinderella)
- Styvmodern / Grevinnan Tremaine (Lady Tremaine)

- Styvsystrarna
  - Gabriella (Drizella)
  - Petronella (Anastasia)

- Mössen
  - Gus (Gus)
  - Jack (Jaq)
  - Perla (Perla)

- Lucifer (Lucifer)
- Prinsen (Prince Charming)
- Gudmodern (The Fairy Godmother)
- Kungen (The King)
- Hertigen (The Grand Duke)
- Bruno (Bruno)
- Majoren (Major)

#### Askungen II - Drömmen slår in(2002)
- Askungen (Cinderella), även i Askungen
- Jack (Jaq), även i Askungen
- Gus (Gus), även i Askungen
- Gudmodern (The Fairy Godmother), även i Askungen
- Prinsen (Prince Charming), även i Askungen

- Styvmodern (Lady Tremaine), även i Askungen
- Petronella (Anastasia), även i Askungen
- Gabriella (Drizella), även i Askungen
- Kungen (The King), även i Askungen
- Hertigen (The Grand Duke), även i Askungen

- Lucifer (Lucifer), även i Askungen
- Prudence (Prudence)
- Mary (Mary Mouse)
- Bagaren (Baker)
- Beatrice (Beatrice)
- Daphne (Daphne)

#### Askungen III - Det magiska trollspöet(2007)
- Askungen (Cinderella)
- Styvmodern (Lady Tremaine)

- Styvsystrarna
  - Petronella (Anastasia)
  - Gabriella (Drizilla)

- Mössen
  - Gus (Gus)
  - Jack (Jaq)
  - Perla (Perla)

- Lucifer (Lucifer)
- Prinsen (Prince Charming)
- Gudmodern (The Fairy Godmother)
- Kungen (The King)
- Hertigen (The Grand Duke)

### Alice i Underlandet(1951)
- Alice (Alice)
- Vita Kaninen (White Rabbit)
- Filurkatten (Cheshire Cat)
- Hattmakaren (The Mad Hatter)
- Påskharen (March Hare)
- Sjusovarmusen (Dormouse)

- Hjärter Dam (Queen of Hearts)
- Hjärter Kung (King of Hearts)
- Tweedle Dee och Tweedle Dum (Tweedledee and Tweedledum)
- Dörrhandtaget (Door Knob)
- Larven (Caterpillar)
- Dodo (Dodo)
- Bill (Bill)

- Alice's syster (Alice's Sister)
- Dina (Dinah)
- Fågelmamman (Nesting Mother Bird)
- Valrossen (Walrus)
- Snickaren (Carpenter)
- Ostronmor (Oyster Mother)
- Ostron (Oysters)
- Spelkort (Cards)

- Blommorna
  - Rosen	(The Rose)
  - Svärdsliljan	(The Sworld Lily)

### Peter Pan(1953)
- Peter Pan (Peter Pan)
- Tingeling (Tinkerbell)
- Lena Darling (Wendy Darling)
- John Darling (John Darling)
- Mikael Darling (Michael Darling)

- Piraterna (The Pirates)
  - Kapten Krok (Captain Hook)
  - Herr Smee (Mr. Smee)
  - Turk
  - Black Murphy
  - Mullins
  - Starkey
  - Skylights
  - Bill Jukes

- De vilda pojkarna (The Lost Boys)
  - Foxy
  - Rabbit
  - The Racoon Twins
  - Cubby
  - Skunk

- Indianerna (The Indians)
  - Indianhövdingen (Indian Chief)
  - Tigerlilja (Tiger Lily)

- Tick-tock/krokodioen (Tick Tock/Crocodile)
- George Darling (George Darling)
- Mary Darling (Mary Darling)
- Nanna (Nana)

- Sjöjungfrur (Mermaids)

#### Peter Pan i Tillbaka till Landet Ingenstans(2002)
- Peter Pan, även i Peter Pan
- Jane
- Tingeling (Tinkerbell), även i Peter Pan
- Lena Darling (Wendy Darling), även i Peter Pan
- Danny

- Piraterna (The Pirates)
- Kapten Krok (Captain Hook), även i Peter Pan
- Herr Smee (Mr. Smee), även i Peter Pan

- De förlorade pojkarna (The Lost Boys)
  - Tootles, även i Peter Pan
  - Nidde (Nibs), även i Peter Pan
  - Lillen (Slightly), även i Peter Pan
  - Dudde (Cubby), även i Peter Pan
  - Tvillingarna (The Twins/Marmaduke and Binky), även i Peter Pan
- Edward

- Sjöjungfrur (Mermaids), även i Peter Pan

### Lady och Lufsen(1955)
- Lady (Lady)
- Lufsen (Tramp)
- Jock (Jock)
- Trofast (Trusty)
- Si och Am (Si and Am)
- Tony (Tony)
- Joe (Joe)

- Husse Jim (Jim Dear)
- Matte Malin (Darling)
- Tant Sara (Aunt Sarah)

- De herrelösa hundarna
  - Peggy (Peg)
  - Boris (Boris)
  - Tuffy (Toughy)
  - Bull (Bull)
  - Pedro (Pedro)
  - Dachsie (Dachsie)

- Bäver (Beaver)
- Ludde (Scamp)
- Luddes systrar (Scamp’s Sisters)
- Djurförsäljare (Pet-Store Clerk)
- Polis (Policeman)
- Professor (Professor)
- Hundfångaren (Dog Catcher)
- Bill (Bill)

#### Lady och Lufsen II - Ludde på äventyr(2001)
- Ludde (Scamp), även i Lady och Lufsen
- Angel
- Buster
- Lady, även i Lady och Lufsen
- Lufsen (Tramp), även i Lady och Lufsen
- Jock, även i Lady och Lufsen
- Trofast (Trusty), även i Lady och Lufsen
- Lunk (Mooch)
- Sparkis (Sparky)
- Francois

- Jim 'Husse' (Jim Dear), även i Lady och Lufsen
- Malin 'Matte' (Darling), även i Lady och Lufsen
- Tant Sara (Sarah), även i Lady och Lufsen

- Hundfångaren (The dog catcher), även i Lady och Lufsen
- Si, även i Lady och Lufsen
- Am, även i Lady och Lufsen
- Ruby

- Luddes systrar (Scamp's Sisters)
  - Anette, även i Lady och Lufsen
  - Danielle, även i Lady och Lufsen
  - Collette, även i Lady och Lufsen

- Junior
- Otis
- Reggie
- Mrs. Mahoney
- Tony, även i Lady och Lufsen
- Joe, även i Lady och Lufsen

### Törnrosa(1959)
- Prinsessan Aurora / Törnrosa (Princess Aurora a.k.a. Briar Rose)
- Prins Philip (Prince Phillip)

- De goda feerna
  - Fina (Fauna)
  - Flora (Flora)
  - Magdalena (Merryweather)

- Den Onda Fen (Maleficent)
- Korpen (Diablo / The Raven)

- Kung Stefan (King Stefan)
- Drottningen (Queen)
- Kung Hubert (King Hubert)
- Samson (Samson)

- Den Onda Fens hantlangare (Maleficent's Lackeys)
- Ceremonimästare
- Ugglan (Owl)

### Pongo och de 101 dalmatinerna(1961)
- Pongo (Pongo)
- Perdita (Perdita)

- Cruella de Vil (Cruella de Vil)
- Jeppe & Hjalle (Jasper & Horace Badun)

- Roger Radcliff (Roger Radcliff)
- Anita Radcliff (Anita Radcliff)
- Nanny (Nanny)

- Kapten (The Captain)
- Översten (The Colonel)
- Sergeant Rapp (Sergeant Tibs)

- Valpar
  - Tuff (Patch)
  - Mulle (Rolly)
  - Penny (Penny)
  - Lucky (Lucky)
  - Fläckis (Spotty)
  - Pepper (Pepper)
  - Rover (Rover)

- Korna
  - Gullan (Queenie)
  - Majros (Princess)
  - Duckess (Duchess)

- Skymnings-skallet (The Twilight Bark)
  - Danny (Danny)
  - Prissy (Prissy)
  - Coco (Coco)
  - Lucy (Lucy)
  - Trofast (Towser)
  - Labrador (Labrador)
  - Collie (Collie)

#### De 101 dalmatinerna II - Tuffs äventyr i London(2003)
- Tuff (Patch), även i Pongo och de 101 dalmatinerna
- Dunderblixten (Thunderdolt)
- Pongo, även i Pongo och de 101 dalmatinerna
- Perdita 'Perdy', även i Pongo och de 101 dalmatinerna

- Roger Radcliff, även i Pongo och de 101 dalmatinerna
- Anita Radcliff, även i Pongo och de 101 dalmatinerna
- Nanny, även i Pongo och de 101 dalmatinerna

- Cruella de Vil, även i Pongo och de 101 dalmatinerna
- Hjalle (Horace), även i Pongo och de 101 dalmatinerna
- Jeppe (Jasper), även i Pongo och de 101 dalmatinerna

- Åskar (Lightning)
- Lars
- Penny, även i Pongo och de 101 dalmatinerna
- Lucky, även i Pongo och de 101 dalmatinerna
- Producent

### Svärdet i stenen(1963)
- "Pysen"/Arthur ("Wart"/Arthur)
- Merlin (Merlin)
- Archimedes (Archimedes)

- Madame Mim (Madam Mim)
- Sir Hector (Sir Ector)
- Kaj (Sir Kay)
- Sir Pelinore (Sir Pelinore)
- Kokerskan (Scullery Maid)
- Svarte Bart (Black Bart)

- Djur
  - Tiger och Talbot (Tiger and Talbot)
  - Padda (Bullfrog)
  - Fisk (Pike)
  - Ekorrflicka (Girl Squirrel)
  - Ekorrdam (Granny Squirrel)
  - Hök (Hawk)
  - Varg (Wolf)

### Djungelboken(1967)
- Mowgli (Mowgli)
- Baloo (Baloo)
- Bagheera (Bagheera)
- Kung Louie (King Louie)
- Kaa (Kaa)
- Shere Khan (Shere Khan)
- Shanti (Shanti) (dock ej namngiven i denna film)

- Elefanterna
  - Översta Hathi (Colonel Hathi)
  - Winifred (Winifred)
  - Junior (Baby Elephant)

- Vargarna
  - Rama (Rama)
  - Akela (Akela)

- Gamarna
  - Ziggy (Ziggy)
  - Buzzie (Buzzie)
  - Flaps (Flaps)
  - Dizzy (Dizzy)

#### Djungelboken 2(2003)
- Mowgli, även i Djungelboken
- Baloo, även i Djungelboken
- Bagheera, även i Djungelboken

- Kaa, även i Djungelboken
- Shere Khan, även i Djungelboken
- Shanti, även i Djungelboken

- Ranjan
- Översta Hathi, även i Djungelboken
- Lucky

### Aristocats(1970)
- Duchess (Duchess)
- Thomas O'Malley (Thomas O'Malley)
- Kattungarna
  - Marie (Marie)
  - Toulouse (Toulouse)
  - Berlioz (Berlioz)

- Roquefort (Roquefort)
- Edgar (Edgar)
- Madame Adelaide Bonfamille (Madame Adelaide Bonfamille)
- Scatkatt (Scat Cat)
- Napoloen & Lafayette (Napoloen & Lafayette)
- Abigail & Amelia Gabble (Abigail & Amelia Gabble)
- Onkel Waldo (Uncle Waldo)
- Frou-Frou (Frou-Frou)
- Georges Hautecourt (Georges Hautecourt)

- Scat Cats band
  - Kinesisk katt
  - Engelsk katt
  - Italiensk katt
  - Rysk katt

- Mjölkbudet (The Milkman)

### Robin Hood(1973)
- Robin Hood (Robin Hood)
- Lille John (Little John)
- Prins John (Prince John)
- Jungfru Marian (Maid Marian)
- Sir Väs (Sir Hiss)
- Sheriffen av Nottingham (The Sheriff of Nottingham)

- Broder Tuck (Friar Tuck)
- Lady Kluck (Lady Kluck)
- Allan-i-Dalen (Allan-a-Dale)
- Trigger och Dum-Dum (Trigger and Nutsy)
- Kung Rickard (King Richard)

- Familjen Kanin
  - Änkan Kanin (Mother Rabbit)
  - Hoppsan (Skippy)
  - Hängmed (Tagalong)
  - Syster Kanin (Sis Rabbit)

- Familjen Sköldpadda
  - Toby (Toby Turtle)
  - Tobys far (Mr Turtle)

- Sixten & Mor Mus (Sexton Mouse and Mother Mouse)
- Otto (Otto)

### Filmen om Nalle Puh(1977)
- Nalle Puh (Winnie the Pooh)
- Christopher Robin (Christopher Robin)

- Kanin (Rabbit)
- Ior (Eeyore)
- Uggla (Owl)
- Sorken (Gopher)
- Nasse (Piglet)
- Tiger (Tigger)
- Kängu (Kanga)
- Ru (Roo)

- Bina (The bees)

#### Nalle Puhs film - Nya äventyr i Sjumilaskogen(2011)
- Nalle Puh (Winnie the Pooh), även i Filmen om Nalle Puh
- Nasse (Piglet), även i Filmen om Nalle Puh
- Tiger (Tigger), även i Filmen om Nalle Puh
- Kanin (Rabbit), även i Filmen om Nalle Puh
- Ior (Eeyore), även i Filmen om Nalle Puh
- Uggla (Owl), även i Filmen om Nalle Puh
- Kängu (Kanga), även i Filmen om Nalle Puh
- Ru (Roo), även i Filmen om Nalle Puh
- Christopher Robin, även i Filmen om Nalle Puh
- Baxen (The Backson)

### Bernard och Bianca(1977)
- Bernard (Bernard), även i Bernard och Bianca i Australien
- Fröken Bianca (Miss Bianca), även i Bernard och Bianca i Australien

- Ordförandemusen, även i Bernard och Bianca i Australien
- Penny (Penny)
- Madame Medusa (Madame Medusa)
- Snoops (Mr Snoops)
- Nero & Brutus (Nero & Brutus)
- Orville (Orville)

- Träskdjuren
  - Evinrude (Evinrude)
  - Ella-Maj (Ellie Mae)
  - Lukas (Luke)
  - Ugglan (Deacon)
  - Haren (Deadeye)
  - Mullvaden (Digger)
  - Sköldpaddan (Gramps)

- Rufus (Rufus)
- Pennys fosterföräldrar
- TV-reporter

### Micke och Molle(1981)
- Micke (Tod)
- Molle (Copper)
- Änkan Tweed (Widow Tweed)
- Amos Slade (Amos Slade)

- Tjifen (Chief)
- Vixie (Vixey)
- Stormamma (Big Mama)
- Dinky & Bombom (Dinky & Boomer)
- Squeeks (Squeeks)
- Abigail (Abigail)
- Piggsvinet
- Grävlingen
- Björnen

#### Micke och Molle 2(2006)
- Micke (Tod), även i Micke och Molle
- Molle (Copper), även i Micke och Molle
- Dixie
- Cash

- Farmor Viola (Granny Rose)
- Änkan Tweed (Widow Tweed), även i Micke och Molle
- Amos Slade, även i Micke och Molle

- Vixie (Vixey), även i Micke och Molle
- Tjifen (Chief), även i Micke och Molle
- Ceil
- Ger
- Lyle

### Taran och den magiska kitteln(1985)
- Taran (Taran)
- Eilonwy (Eilonwy)
- Fflewddur Fflam (Fflewddur Fflam)
- Gurgi (Gurgi)
- Den hornkrönte kungen (The Horned King)
- Krypet/Krälar'n (Creeper)
- Dallben (Dallben)

- Älvfolket
  - Doli (Doli)
  - Kung Edileg (King Eidilleg)

- Morvas häxor
  - Orwen (Orgoch)
  - Orgoch (Orgoch)
  - Orddu (Orddu)

- Hen Wen (Hen Wen)

### Mästerdetektiven Basil Mus(1986)
- Basil Mus (Basil Mouse)
- Dr. David Q. Dawson (Dr. David Q. Dawson)
- Olivia Flaversham (Olivia Flaversham)
- Henry Flaversham (Hiram Flaversham)

- Professor Rottigan (Professor Ratigan)
- Skrället (Fidget)
- Toby (Toby)
- Felicia (Felicia)
- Fru Judson (Mrs Judson)
- Drottning Mustoria (Queen Moustoria)
- Bartolomeus (Bartholomew)

- På baren
  - Dansöser
  - Barservitris
  - Bartender
  - Pianist
  - Musfröken

### Oliver & Gänget– Engelska Originalröster (1988)
- Oliver (Oliver) – Joseph "Joey" Lawrence
- Dodger (Dodger) – Billy Joel
- Jennifer "Jenny" Foxworth – Natalie Gregory (tal), Myhanh Tran (sång)
- Fagin (Fagin) – Dominick "Dom" DeLuise

- Tito (Tito) – Cheech Marin
- Einstein (Einstein) – Richard Mulligan
- Francis (Francis) – Roscoe Lee Browne
- Rita (Rita) – Sheryl Lee Ralph (tal), Ruth Pointer (sång)
- Georgette (Georgette) – Bette Midler
- Betjänten Winston (Winston, the butler) – William Glover

- Mr. Sykes (Mr. Sykes) – Robert Loggia
- Roscoe (Roscoe) – Taurean Blacque
- DeSoto (DeSoto) – Carl Weintraub

- Korv-Louie (Louie, the hot-dog vendor ) – Frank Welker

### Den lilla sjöjungfrun(1989)
- Ariel (Ariel)
- Eric (Eric)
- Sebastian (Sebastian)
- Blunder (Flounder)
- Kung Triton (King Triton)

- Ursula / Vanessa (Ursula / Vanessa)
- Kroken & Snoken (Flotsam & Jetsam)
- Måsart (Scuttle)
- Grimsby (Grimsby)
- Louis (Louis)
- Max (Max)

- Ariels systrar
  - Aquata (Aquata)
  - Andrina (Andrina)
  - Arista (Arista)
  - Attina (Attina)
  - Adella (Adella)
  - Alana (Alana)

- Carlotta (Carlotta)
- Prästen
- Sjöbusen
- Tvätterskan

#### Den lilla sjöjungfrun (TV-serie)(1992-1994)
- Ariel, även i Den lilla sjöjungfrun
- Sebastian, även i Den lilla sjöjungfrun
- Blunder (Flounder), även i Den lilla sjöjungfrun
- Kung Triton (King Triton), även i Den lilla sjöjungfrun

- Ariels systrar (Ariel's sisters)
  - Aquata, även i Den lilla sjöjungfrun
  - Andrina, även i Den lilla sjöjungfrun
  - Arista, även i Den lilla sjöjungfrun
  - Attina, även i Den lilla sjöjungfrun
  - Adella, även i Den lilla sjöjungfrun
  - Alana, även i Den lilla sjöjungfrun

- Urchin
- Hummer Dummer (The Lobster Mobster)
- Räkan (The Shrimp)
- Rockan? (The Evil Manta)
- Pärlan (Pearl)
- Gabriella
- ? (Moray Eel)
- Stormvind (Stormy the Wild Seahorse)
- Pricken (Spot the Orca)

- Ursula, även i Den lilla sjöjungfrun
- Kroken & Snoken (Flotsam & Jetsam), även i Den lilla sjöjungfrun
- Måsart (Scuttle), även i Den lilla sjöjungfrun
- Grimsby, även i Den lilla sjöjungfrun
- Carlotta, även i Den lilla sjöjungfrun
- Eric, även i Den lilla sjöjungfrun
- Max (Max), även i Den lilla sjöjungfrun

#### Den lilla sjöjungfrun II – Havets hemlighet(2000)
- Ariel (Ariel), även i Den lilla sjöjungfrun
- Melody (Melody)
- Sebastian (Sebastian'), även i Den lilla sjöjungfrun
- Morgana (Morgana)
- Måsart (Scuttle), även i Den lilla sjöjungfrun
- Kung Triton (King Triton), även i Den lilla sjöjungfrun

- Frack (Tip)
- Späck (Dash)
- Eric (Eric), även i Den lilla sjöjungfrun
- Underström (Undertow)
- Blunder (Flounder), även i Den lilla sjöjungfrun
- Louis (Louis), även i Den lilla sjöjungfrun
- Grimsby (Grimsby), även i Den lilla sjöjungfrun
- Carlotta (Carlotta), även i Den lilla sjöjungfrun

### Bernard och Bianca i Australien(1990)
- Bernard (Bernard), även i Bernard och Bianca
- Fröken Bianca (Miss Bianca), även i Bernard och Bianca

- Ordförandemusen, även i Bernard och Bianca
- Jake (Jake)
- Joey (Cody)
- Percival McLeach (Percival McLeach)
- Joanna (Joanna)
- Wilbur (Wilbur)
- Marahute (Marahute)
- Faloo (Faloo)
- Joeys mamma

- Fängslade djur
  - Frank (Frank)
  - Krebbs (Krebbs)
  - Ed (Red)
  - Orm (Snake)
  - Polly (Polly)
  - Kookie (Kookie)

### Skönheten och Odjuret(1991)
- Belle (Belle)
- Odjuret (The Beast)
- Gaston (Gaston)
- LeFou (LeFou)
- Maurice (Maurice)

- Odjurets tjänstefolk
  - Fru Potts (Mrs Potts)
  - Chip (Chip)
  - Lumiere (Lumiere)
  - Clocksworth (Cogsworth)
  - Tant Garderob (Wardrobe)
  - Fifi "Vippan" (Featherduster)
  - Fotpallen Sultan (Footstool)

- Doktor Mörk (Monsieur D'Arque)
- Philippe (Philippe)
- Bimbetterna (The Bimbettes)

- Stadsbor
  - Bagare
  - Slaktare
  - Mor
  - Sotare
  - Fånge
  - Körkarl
  - Tre ungdomar
  - Smed
  - Korgväverska
  - Hattförsäljare
  - Osthandlare
  - Fiskförsäljare
  - Bartender
  - Bokhandlare

#### Skönheten och Odjuret - Den förtrollade julen(1997)
- Belle, även i Skönheten och odjuret
- Odjuret (The Beast), även i Skönheten och odjuret
- Lumière, även i Skönheten och odjuret
- Clocksworth (Cogsworth), även i Skönheten och odjuret
- Mrs. Potts, även i Skönheten och odjuret
- Chip, även i Skönheten och odjuret

- Fife
- Angelique
- Forte
- Yxan (Axe)
- Förtrollerskan (The Woman of The Winter Rose)
- Fotpallen Sultan (Footstool), även i Skönheten och odjuret
- Philippe, även i Skönheten och odjuret

### Aladdin(1992)
- Aladdin (Aladdin)
- Jasmine (Jasmine)
- Abu (Abu)
- Anden (Genie)
- Sultanen (Sultan)

- Jafar (Jafar)
- Jago (Iago)
- Mattan (Carpet)
- Rajah (Rajah)
- Razoul (Razoul)

- Försäljaren (Peddler)
- Gazim (Gazeem)
- Prins Achmed (Prince Achmed)
- Frukthandlare (Fruit Vendor)
- Eldslukare (Fire Eater)
- Gatpojkar (Street Waifs)
- samt Sebastian från Den lilla sjöjungfrun i en cameo-roll.

#### Jafars återkomst(1994)
- Aladdin (Aladdin)
- Jasmine (Jasmine)
- Abu (Abu)
- Anden (Genie)
- Sultanen (Sultan)

- Jafar (Jafar)
- Jago (Iago)
- Abis Mal (Abis Mal)
- Mattan (Carpet)
- Rajah (Rajah)
- Razoul (Razoul)

#### Aladdin (TV-serie)(1994-1995)
- Aladdin (Aladdin)
- Jasmine (Jasmine)
- Abu (Abu)
- Anden (Genie)
- Sultanen (Sultan)

- Jago (Iago)
- Abis Mal
- Haroud Hazi Bin
- Mattan (Carpet)
- Rajah

- Razoul
- Mozenrath
- Xerxes
- Mekanikles (Mechanicles)
- Hägris (Mirage)
- Sadira

#### Aladdin och rövarnas konung(1996)
- Aladdin (Aladdin)
- Jasmine (Jasmine)
- Abu (Abu)
- Anden (Genie)
- Sultanen (Sultan)
- Jago (Iago)

- Cassim, Rövarnas konung (Cassim, King of the Thieves)
- Sa'luk (Sa'luk)
- Mattan (Carpet)
- Rajah (Rajah)
- Razoul (Razoul)
- Oraklet (The Oracle)

### Lejonkungen(1994)
- Simba (Simba)
- Nala (Nala)
- Scar (Scar)
- Mufasa (Mufasa)
- Timon & Pumbaa (Timon & Pumbaa)
- Rafiki (Rafiki)
- Zazu (Zazu)

- De skrattande hyenorna (The Laughing Hyenas)
  - Shenzi (Shenzi)
  - Banzai (Banzai)
  - Flin (Ed)

- Sarabi (Sarabi)
- Sarafina (Sarafina)
- Mullvad (Mole)

#### Timon och Pumbaa(1995-1999)
- Timon (Timon)
- Pumbaa (Pumbaa)
- Simba (Simba)
- Quint (Quint)
- Zazu (Zazu)
- Rafiki (Rafiki)

- De skrattande hyenorna (The Laughing Hyenas)
  - Shenzi (Shenzi)
  - Banzai (Banzai)
  - Flin (Ed)

#### Lejonkungen II - Simbas skatt(1998)
- Simba, även i Lejonkungen
- Nala, även i Lejonkungen
- Kiara
- Kovou
- Timon, även i Lejonkungen
- Pumbaa, även i Lejonkungen

- Zira
- Vitani
- Nuka
- Rafiki, även i Lejonkungen
- Zazu, även i Lejonkungen
- Mufasa (dock i en liten roll), även i Lejonkungen

#### Lejonkungen 3 - Hakuna Matata(2004)
- Timon, även i Lejonkungen
- Pumbaa, även i Lejonkungen
- Simba, även i Lejonkungen

- Timons mor (Ma)
- Farbror Max (Uncle Max)
- Rafiki, även i Lejonkungen
- Nala, även i Lejonkungen

- De skrattande hyenorna (The Laughing Hyenas)
  - Shenzi, även i Lejonkungen
  - Banzai, även i Lejonkungen
  - Flin (Ed), även i Lejonkungen

- Zazu, även i Lejonkungen
- Blinkis (Flinchy)
- Mufasa, även i Lejonkungen
- Scar, även i Lejonkungen
- Sarabi, även i Lejonkungen

### Pocahontas(1995)
- Pocahontas (Pocahontas)
- John Smith (John Smith)
- Meeko (Meeko)
- Flit (Flit)
- Guvernör John Ratcliffe (Governor John Ratcliffe)
- Percy (Percy)
- Wiggins (Wiggins)
- Gammelmor Pilrot (Grandmotther Willow)

- Indianer
  - Hövding Powhatan (Chief Powhatan)
  - Kekata (Kekata)
  - Kocoum (Kocoum)
  - Nakoma (Nakoma)
  - Namontack (Namontack)

- Nybyggare
  - Thomas (Thomas)
  - Ben (Ben)
  - Lon (Lon)
  - Roy (Roy)

#### Pocahontas II - Resan till en annan värld(1998)
- Pocahontas, även i Pocahontas
- John Smith, även i Pocahontas
- John Rolfe
- Meeko, även i Pocahontas
- Flit, även i Pocahontas
- Guvernör John Ratcliffe (Governor John Ratcliffe), även i Pocahontas

- Fru Jenkins (Mrs. Jenkins)
- Kung James I (King James I)
- Percy, även i Pocahontas
- Gammelmor Pilrot (Grandmotther Willow), även i Pocahontas
- Hövding Powhatan (Chief Powhatan), även i Pocahontas
- Namonta, även i Pocahontas

### Ringaren i Notre Dame(1996)
- Quasimodo (Quasimodo)
- Esmeralda (Esmeralda)
- Domare Claude Frollo (Judge Claude Frollo)
- Kapten Phoebus (Captain Phoebus)
- Akilles (Achilles), Phoebus' häst

- Stenstatyerna (The Gargoyles)
  - Victor (Victor)
  - Hugo (Hugo)
  - Laverne (Laverne)

- Clopin Trouillefou (Clopin Trouillefou)
- Djali (Djali), Esmeraldas get
- Ärkediakonen (Archdeacon)

- Vakter
  - Oafish (Oafish)
  - Brutish (Brutish)

- Zigenare
- Quasimodos föräldrar
- Körkarl
- Fången
- Fågelunge
- samt Belle från Skönheten och Odjuret i en cameoroll.

#### Ringaren i Notre Dame II(2001)
- Quasimodo, även i Ringaren i Notre Dame
- Esmeralda, även i Ringaren i Notre Dame
- Kapten Phoebus (Captain Phoebus), även i Ringaren i Notre Dame
- Madellaine
- Zephur (Zephyr)
- Sarousch
- Lady DeBurne

- Stenstatyerna (The Gargoyles)
  - Victor, även i Ringaren i Notre Dame
  - Hugo, även i Ringaren i Notre Dame
  - Laverne, även i Ringaren i Notre Dame

- Clopin Trouillefou, även i Ringaren i Notre Dame
- Djali, även i Ringaren i Notre Dame
- Ärkediakonen (Archdeacon), även i Ringaren i Notre Dame
- Akilles (Achilles), även i Ringaren i Notre Dame
- Vakt (Guard)

### Herkules(1997)
- Herkules (Hercules)
- Hades (Hades)
- Skrik & Panik (Pain & Panic)
- Megara/Meg (Megara/Meg')
- Fille/Filoctetes (Phil/Philoctets)
- Pegasus (Pegasus)
- Zeus & Hera (Zeus & Hera)
- Alkmene & Amfitryon (Alcmene & Amphitryon)
- Hydra (Hydra)
- Cyklopen (Cyclops)

- Gudarna
  - Apollo (Apollo)
  - Atena (Athena)
  - Hefastos (Hephaestus)
  - Hermes (Hermes)

- Musorna (The Muses)
  - Kalliope (Calliope)
  - Klio (Clio)
  - Melpomene (Melpomene)
  - Terpsichore (Terpsichore)
  - Thalia (Thalia)

- Ödesgudinnorna (The Fates)
  - Atropos (Atropos)
  - Kloto (Clotho)
  - Lakesis (Lachesis)

- Titaner
  - Istitan
  - Lavatitan
  - Stentitan
  - Tornadotitan

#### Herkules (TV-serie)(1998-1999)
- Herkules (Hercules)
- Fille/Filoctetes (Phil/Philoctets)
- Pegasus (Pegasus)
- Ikaros (Icarus)
- Kassandra (Cassandra)
- Helena (Helen)

- Adonis
- Tempest
- Hippokrates (Hippocrates)
- Skrik (Pain)
- Panik (Panic)
- Paris
- Orfeus (Orpheus)
- Keiron (Chiron)
- Nestor
- Agamemnon
- Akilles (Achilles)
- Odysseus
- Telemachos (Telemachus)
- Jason
- Bellerofon (Bellerophon)
- Mentor
- Echidna, moder till alla monster (Echidna, Mother of all Monsters)
- Kirke (Circe)

- Gudarna
  - Zeus
  - Hera
  - Hades
  - Poseidon
  - Hefastos (Hephaestus)
  - Morfeus (Morpheus)
  - Ares
  - Atena (Athena)
  - Boreas
  - Apollo
  - Afrodite (Aphrodite)
  - Demeter
  - Persefone (Persephone)
  - Hermes
  - Baccus (Bacchus)
  - Nemesis
  - Artemis
  - Hestia
  - Hekate (Hecate)

- Musorna (The Muses)
  - Kalliope (Calliope)
  - Klio (Clio)
  - Melpomene
  - Terpsichore
  - Thalia

- Ödesgudinnorna (The Fates)
  - Atropos (Atropos)
  - Kloto (Clotho)
  - Lakesis (Lachesis)

- Megara/Meg, två avsnitt

### Mulan(1998)
- Fa Mulan (Fa Mulan)
- Mushu (Mushu)
- Cri-Kee (Cri-Kee)

- Li Shang (Li Shang')
- Shan Yu (Shan Yu')
- Fa Zhou (Fa Zhou)
- Fa Li (Fa Li)
- Mormor Fa (Grandmother Fa)
- Chien Po (Chien Po)
- Ling (Ling)
- Yao (Yao)
- General Li (General Li)
- Chi Fu (Chi Fu)

- Förfäderna (The Ancestors)

#### Mulan 2(2004)
- Fa Mulan, även i Mulan
- Mushu, även i Mulan
- General Li Shang, även i Mulan

- Prinsessan Mei (Princess Mei)
- Prinsessan Ting Ting (Princess Ting-Ting)
- Prinsessan Su (Princess Su)
- Chien Po, även i Mulan
- Ling, även i Mulan
- Yao, även i Mulan

- Kejsaren (The Emperor of China), även i Mulan
- Mormor Fa (Grandmother Fa), även i Mulan
- Fa Li, även i Mulan
- Fa Zhou, även i Mulan
- Cri-Kee, även i Mulan
- Förfäderna (The Ancestors), även i Mulan

### Tarzan(1999)
- Tarzan (Tarzan)
- Jane Porter (Jane Porter)
- Tufs (Terk)
- Tantor (Tantor)
- Professor Archimedes Porter (Professor Porter)
- Clayton (Clayton)

- Kerchak (Kerchak)
- Kala (Kala)
- Flynt (Flynt)
- Mungo (Mungo)
- Sabor (Sabor)

- Kaptenen (The Captain)
- Claytons män (Clayton's men)
- Tantors mamma (Tantor's mother)
- Tufs mamma (Terk's mother)

#### Legenden om Tarzan(2001-2002)
- Tarzan (Tarzan)
- Jane Porter (Jane Porter)
- Tufs (Terk)
- Tantor (Tantor)
- Professor Archimedes Porter (Professor Porter)
- Renard Dumont (Renard Dumont)
- Kala (Kala)
- Tublat (Tublat)
- Samuel T. Philander (Samuel T. Philander)
- Flynt (Flynt)
- Mungo (Mungo)
- Manu (Manu)
- Keewazi (Chief Keewazi)
- Basuli (Basuli)
- Hugo och Hooft (Hugo and Hooft)
- Jabari (Jabari)
- Drottning La (Queen La)
- Dr. Robin Doyle (Dr. Robin Doyle)

#### Tarzan & Jane(2002)
- Tarzan (Tarzan)
- Jane Porter (Jane Porter)
- Tufs (Terk)
- Tantor (Tantor)
- Professor Archimedes Porter (Professor Porter)
- Robert Canler (Robert Canler)

### Fantasia 2000(1999)
- Musse Pigg (Mickey Mouse)
- Yen Sid (Yen Sid)
- Kalle Anka (Donald Duck)
- Kajsa Anka (Daisy Duck)

### Kejsarens nya stil(2000)
- Kuzco (Kuzco)
- Pacha (Pacha)
- Yzma (Yzma)
- Kronk (Kronk)
- ChiCha (ChiCha)
- Chaca (Chaca)
- Tipo (Tipo)
- Ekorren Bucky (Bucky the Squirrel)

- Ledmotivkillen (Theme Song Guy)
- Rudy, den gamla mannen (Rudy, the Old Man')
- Servitrisen (Waitress)

#### Kejsarens nya stil 2 - Kronks nya stil(2005)
- Kronk (Kronk)
- Kuzco (Kuzco)
- Pacha (Pacha)
- Yzma (Yzma)

- Miss Birdwell (Miss Birdwell)
- ChiCha (ChiCha)
- Papi (Papi)
- Mata (Mata)
- Tipo (Tipo)
- Chaca (Chaca)
- Huayna (Huayna)
- Yoli (Yoli)

- Ekorren Bucky (Bucky the Squirrel)
- Rudy, den gamla mannen (Rudy, the Old Man')

### Atlantis - En försvunnen värld(2001)
- Milo Thatch (Milo Thatch)
- Kidagakash/Kida (Kidagakash/Kida)
- Lyle Rourke (Lyle Rourke)
- Helga Singlair (Helga Sinclair)
- Preston B. Whitmore (Preston B. Whitmore)
- Gaetan Moliere (Gaetan Moliere)
- Joshua Fiin (Joshua Sweet)
- Audrey Ramirez (Audrey Ramirez)
- Vinny Santorini (Vinny Santorini)
- Kakan (Cookie)
- Wilhelmina Packard (Wilhelmina Packard)
- Mr. Harcourt (Mr. Harcourt)

#### Atlantis – Milos återkomst(2003)
- Milo
- Kida
- Whitmore
- Audrey
- Vinny
- Mole
- Sweet
- Packard
- Obby
- Cookie
- Volgud
- Inger
- Gunnar
- Sven
- Carnaby
- Chakashi
- Sam McKeane
- Erik Hellstrom

### Lilo & Stitch(2002)
- Lilo (Lilo)
- Stitch (Stitch)

- Nani (Nani)
- Dr. Jumba Jookiba (Dr. Jumba Jookiba)
- Pleakley (Pleakley)
- Cobra Bubbles (Cobra Bubbles)
- Högsta rådsdamen (Grand Councilwoman)
- David Kawena (David Kawena)
- Kapten Gantu (Captain Gantu)
- Fru Hasagawa (Mrs. Hasagawa)
- Myrtle Edmonds (Myrtle Edmonds)
- Hula-lärare (Hula Teacher)

#### Stitch! - Experiment 626(2003)
- Lilo (Lilo)
- Stitch (Stitch)

- Nani (Nani)
- Dr. Jumba Jookiba (Dr. Jumba Jookiba)
- Pleakley (Pleakley)
- Cobra Bubbles (Cobra Bubbles)
- David Kawena (David Kawena)
- Kapten Gantu (Captain Gantu)
- Dr. Jacques von Hamsterviel (Dr. Jacques von Hamsterviel)
- Högsta rådsdamen (Grand Councilwoman)
- Myrtle Edmonds (Myrtle Edmonds)
- Experiment 625 (Experiment 625)
- Hula-lärare (Hula Teacher)

#### Lilo & Stitch(2003-2005)
- Lilo (Lilo)
- Stitch (Stitch)

- Nani (Nani)
- Dr. Jumba Jookiba (Dr. Jumba Jookiba)
- Pleakley (Pleakley)
- David Kawena (David Kawena)
- Kapten Gantu (Captain Gantu)
- Dr. Jacques von Hamsterviel (Dr. Jacques von Hamsterviel)
- Experiment 625 (Experiment 625)
- Myrtle Edmonds (Myrtle Edmonds)
- Cobra Bubbles (Cobra Bubbles)
- Keoni Jameson (Keoni Jameson)
- Hula-lärare (Hula Teacher)
- Fru Hasagawa (Mrs. Hasagawa)

### Skattkammarplaneten(2002)
- Jim Hawkins (Jim Hawkins)
- John Silver (John Silver)
- Dr. Delbert Doppler (Dr. Delbert Doppler)
- Kapten Amelia (Captain Amelia)
- B.E.N. (B.E.N.)
- Sarah Hawkins (Sarah Hawkins)
- Scroop (Scroop)
- Mr. Arrow (Mr. Arrow)
- Billy Bones (Billy Bones)
- Onus (Onus)

### Björnbröder(2003)
- Kenai (Kenai)
- Koda (Koda)
- Denahi (Denahi)
- Sitka (Sitka)
- Rutt (Rutt)
- Tuck (Tuke)
- Tanana (Tanana)

### Kogänget(2004)
- Maggie
- Mrs. Calloway
- Grace
- Buck
- Alameda Slim
- Rico
- Sheriff Sam Brown (Sam the sheriff)
- Rusty
- Pearl Gesner
- Wessman (Wesley)
- Junior
- Lycko-Jack (Lucky Jack)
- Hönan Audrey (Audrey the Chicken)
- Bröderna Wilson (Willie Brothers)

### Lilla kycklingen(2005)
- Lilla Kycklingen (Chicken Little)
- Anki Dopping (Abby Mallard)
- Plutten den lille (Runt of the Litter)
- Lollo Listig (Foxy Loxy)
- Tupp Kluck (Buck Cluck)
- Herr Ullsson (Mr. Woolensworth)
- Rektor Apport (Principal Fetchit)
- Bengt Wikberg (Melvin - Alien Dad)
- Tina Wikberg (Tina - Alien Mom)
- Stroppe Kalkon (Mayor Turkey Lurkey)
- Kommentatorn

### Familjen Robinson(2007)
- Lewis
- Wilbur Robinson
- Franny Robinson
- Michael "Goob" Yagoobian / Plommonstopsmannen (Bowler Hat Guy)
- Carl
- Herr Willerstein (Mr. Willerstein)
- Mildred Duffy
- Morbror Arthur (Uncle Art / Art Framagucci)
- Morbror Gaston (Uncle Gaston / Gaston Framagucci)
- Lucille Krunklehorn
- Buford "Bud" Robinson / Farfar Bud (Grandpa Bud)
- DOR-15 / Doris
- Grodan Frankie (Frankie the Frog)
- Lillen (Tiny the T-Rex)
- Tallulah
- Lizzy
- Herr Harrington (Mr. Harrington)
- Fru Harrington (Mrs. Harrington)
- Stanley Pukowski
- VD (The CEO)
- Sam (Spike)
- Dimitri
- Faster Billie (Aunt Billie)
- Kusin Laszlo (Cousin Laszlo)
- Farbror Fritz (Uncle Fritz)
- Faster Petunia (Aunt Petunia)
- Coach (Gym Coach)

### Bolt(2008)
- Bolt
- Strumpan (Mittens)
- Roffe (Rhino)
- Penelope "Penny" Forester
- Dr. Calico
- Regissören (The Director)
- Agenten (The Agent)
- Mindy Parker
- Mrs. Forrester
- Dr. Forrester
- Duvorna
  - Blake
  - Tom
  - Billy
  - Vinny
  - Bobby
  - Joey
  - Louis

### Prinsessan och grodan(2009)
- Tiana
- Prins Naveen (Prince Naveen)
- Dr. Facilier / Skuggmannen (The Shadow Man)
- Louis
- Raymond "Ray"
- Lawrence
- Charlotte "Lottie" La Bouff
- Eli "Big Daddy" La Bouff
- Mama Odie
- Eudora, Tianas mor
- James, Tianas far

- Grodjägarna (Frog Hunters)
  - Darnell
  - Reggie
  - Tvåfinger (Two-Fingers)

- Harvey Fenner
- Henry Fenner

- Stella, Charlottes hund
- Alligatorer
  - Marlon
  - Ian
- Juju
- Kusin Randy (Cousin Randy)
- Evangeline

- Kungen av Maldonien (The King of Maldonia)
- Drottningen av Maldonien (The Queen of Maldonia)

### Trassel(2010)
- Rapunzel
- Flynn Rider / Eugene Fitzherbert
- Mor Gothel (Mother Gothel)
- Pascal
- Maximus
- Bröderna Stabbington (The Stabbington Brothers)
- Vaktchefen (Captain of the Guards)

- Busar (Thugs)
  - Krokhand (Hook Hand)
  - Stornäst buse (Big Nose)
  - Vlodek (Vladimir "Vlad")
  - Attila (Attila Buckethead)
  - Lillen (Shorty)
  - Ulf
  - Tor
  - Günter (Gunther)
  - Ruff (Bruiser)
  - Biff (Killer)
  - Claude (Fang)

- Kungen av Corona (King Frederic of Corona)
- Drottningen av Corona (Queen Arianna of Corona)

#### Trassel: Innan för evigt (2017)
- Rapunzel, även i Trassel
- Eugene Fitzherbert, även i Trassel
- Cassandra
- Pascal, även i Trassel
- Maximus, även i Trassel
- Kung Fredrik (King Frederic), även i Trassel
- Drottning Arianna (Queen Arianna), även i Trassel
- Vaktchefen (Captain of the Guards)
- Pete
- Sten (Stan)
- Lady Caine

#### Trassel: Serien (2017-2020)
- Rapunzel, även i Trassel
- Eugene, även i Trassel
- Cassandra, även i Trassel: Innan för evigt
- Pascal, även i Trassel
- Maximus, även i Trassel
- Kung Fredrik (King Frederic), även i Trassel
- Drottning Arianna (Queen Arianna), även i Trassel
- Lance Spänstbåge
- Krokfot
- Krokhand, även i Trassel
- Lillen, även i Trassel
- Varian
- Zhan Tiri
- Kung Edmund (King Edmund)

### Röjar-Ralf(2012)
- Röjar-Ralf (Wreck-It Ralph)
- Vanilja von Sockertopp (Vanellope von Schweetz)
- Fixar-Felix Jr. (Fix-It Felix Jr.)
- Sergeant Tamora Jean Calhoun

- Kung Candy (King Candy) / Turbo
- Markowski
- Herr Litwak (Mr. Stan Litwak)
- General Hologram
- Sure Bill (Sour Bill)
- Wynnchel
- Duncan
- Beard Papa
- Kohut
- Dr. Brad Scott

- Snällebybor (Nicelanders)
  - Borgmästare Jan (Mayor Gene)
  - Maria (Mary)
  - Don
  - Deanna
  - Meg
  - Roy
  - Lucy
  - Nel
  - Norwood

- Sockerkick-tävlare (Sugar Rush Racers)
  - Tryffelina Kolaström (Taffyta Muttonfudge)
  - Ljushuvudet (Candlehead)
  - Pektin Polkapulka (Rancis Fluggerbutter)
  - Jubileena Bing-Bing
  - Smulan Di Caramello (Crumbelina DiCaramello)
  - Minty Zaki
  - Sackarina Snicksnack (Swizzle "The Swizz" Malarkey)
  - Anna-Bedåra Vintergott (Adorabeezle Winterpop)
  - Gelén Apelsinbrus (Gloyd Orangeboar)
  - Snöhanna Regnborn (Snowanna Rainbeau)

- Karaktärer från verkliga spel (med repliker)
  - Sonic the Hegdehog
  - Clyde, från Pac-Man
  - Ryu
  - Ken Masters
  - M. Bison
  - Zangief
  - Tapper
  - Yuni Verse

### Frost(2013)
Huvudartikel: Lista över figurer i Frost
- Anna
- Elsa
- Kristoffer (Kristoff)
- Olof (Olaf)
- Sven
- Hans

- Hertigen av Vessleby (Duke of Weselton)
- Trollkungen Pappsen (Grand Pabbie)
- Hulda (Bulda)
- Östen (Oaken)
- Marshmallow
- Kung Ragnar av Arendal (King Agnarr of Arendelle)
- Drottning Iduna av Arendal (Queen Iduna of Arendell)
- Biskopen av Arendal (Bishop of Arendelle)
- Kaj (Kai)
- Gerda

#### Frost 2(2019)
- Anna, även i Frost
- Elsa, även i Frost
- Olof (Olaf), även i Frost
- Kristoffer (Kristoff), även i Frost
- Sven, även i Frost
- Löjtnant Mattias (Lieutenant Mattias)
- Iduna, även i Frost
- Ragnar (Agnarr), även i Frost
- Yelena
- Reidar (Ryder)
- Månskära (Honeymaren)
- Andar i den förtrollade skogen (Spirits of the Enchanted Forest)
  - Brisa (Gale)
  - Bruni
  - Nokk (Nøkk)
  - Jordjättar (Earth Giants)
- Kung Runar (King Runeard)
- Pappsen (Pabbie), även i Frost

### Big Hero 6(2014)
- Hiro Hamada
- Baymax
- Fred / Frederick Frederickson IV
- Go Go Tomago
- Wasabi
- Honey Lemon
- Tadashi Hamada
- Moster Kate (Aunt Cass)
- Frederick Frederickson III / Freds pappa (Fred's Dad)
- Alistair Krei
- Robert Callaghan / Yukai
- Abigail Callaghan
- Yama
- Heathcliff

### Zootropolis(2016)
- Judy Hopps
- Nicholas P. "Nick" Wilde

- Polischef Bogo (Chief Bogo)
- Vice borgmästare Dawn Bellwether (Dawn Bellwether, Vice Mayor)
- Benjamin Clawhauser
- Bonnie Hopps
- Stu Hopps
- Yax
- Borgmästare Leodore Lionheart (Mayor (Leodore) Lionheart)
- Fru Otterton (Mrs. Otterton)
- Duke Weaselton
- Gazelle
- Flash
- Mr. Big
- Gideon Grey
- Instruktör Friedkin (Major Friedkin)
- Jerry Jumbeaux Jr.
- Dr. Madge Grävling (Dr. Madge Honey Badger)
- Nangi
- Manchas
- Finnick
- Fru Fru
- Doug
- Fabienne Growley
- Peter Moosebridge
- Bucky Oryx-Antlerson
- Pronk Oryx-Antlerson
- Konstapel McHorn (Officer McHorn)
- Konstapel Higgins (Officer Higgins)
- Dharma Armadillo
- Priscilla
- Woolter
- Jesse
- Larry
- Gary

### Vaiana(2016)
- Vaiana Waialiki (Moana Waialiki)
- Maui
- Heihei
- Pua
- Tala, Vaianas farmor
- Tui, Vaianas far
- Sina, Vaianas mor
- Te Fiti
- Tamatoa
- Matai Vasa
- Kakamora

### Röjar-Ralf kraschar internet(2018)
- Röjar-Ralf (Wreck-It Ralph), även i Röjar-Ralf
- Vanilja von Sockertopp (Vanellope von Schweetz), även i Röjar-Ralf
- Shank (Shank)
- Jaaa (Yesss)
- Fixar-Felix Jr. (Fix-It Felix Jr.), även i Röjar-Ralf
- Sergeant Tamora Jean Calhoun (Sergeant Tamora Jean Calhoun), även i Röjar-Ralf
- VetMer (KnowsMore)
- Dubbel-Dan (Double Dan)
- Herr Litwak (Mr. Litwak), även i Röjar-Ralf
- Tryffelina Kolaström (Taffyta Muttonfudge), även i Röjar-Ralf
- Ljushuvudet (Candlehead), även i Röjar-Ralf
- Pektin Polkapulka (Rancis Fluggerbutter), även i Röjar-Ralf
- J. P. Spamley (J. P. Spamley)
- Arthur (Arthur)
- Kanske (Maybe)
- Sure Bill (Sour Bill), även i Röjar-Ralf

- Felony (Felony)
- Slaktarn (Butcher Boy)
- Little Debbie (Little Debbie)
- Pyro (Pyro)

- Disneyprinsessorna (Disney Princesses)
  - Snövit (Snow White)
  - Askungen (Cinderella)
  - Törnrosa/Aurora (Aurora)
  - Ariel (Ariel)
  - Belle (Belle)
  - Jasmine (Jasmine)
  - Pocahontas (Pocahontas)
  - Mulan (Mulan)
  - Tiana (Tiana)
  - Rapunzel (Rapunzel)
  - Merida (Merida)
  - Elsa (Elsa)
  - Anna (Anna)
  - Vaiana (Moana)

### Encanto(2021)
- Mirabel Madrigal
- Abuela / Alma Madrigal
- Bruno Madrigal
- Julieta Madrigal
- Augustín Madrigal
- Isabela Madrigal
- Luisa Madrigal
- Pepa Madrigal
- Félix Madrigal
- Dolores Madrigal
- Camilo Madrigal
- Antonio Madrigal
- Mariano Guzmán
- Señora Guzmán

## Disney/Pixarsfilmer

### Toy Story(1995)
- Sheriff Woody (Sheriff Woody)
- Buzz Lightyear (Buzz Lightyear)
- Mr. Potato Head (Mr. Potato Head)
- Rex (Rex)
- Slinky Dog (Slinky Dog)
- Hamm (Hamm)
- Bo Peep (Bo Peep)

- Sergeant (Sergeant)
- Andy Davis (Andy Davis)
- Molly Davis (Molly Davis)
- Sid Phillips (Sid Phillips)
- Hannah Phillips (Hannah Phillips)
- Scud (Scud)
- Andys mor (Mrs. Davis)

### Ett småkryps liv(1998)
- Flip (Flik) (Björn Kjellman)
- Atta
- Hopper
- Dot
- Myrdrottningen (The Queen)
- Francis
- Slim
- Manny
- Gypsy
- Rosie
- Heimlich
- Rock och Rull (Tuck and Roll)
- Dim
- P.T. Flea
- Smolk (Molt)
- Doktor Flora (Doctor Flora)
- Törnis (Thorny)
- Cornelius
- Magister Mull (Mr. Soil)

### Toy Story 2(1999)
- Sheriff Woody (Sheriff Woody)
- Buzz Lightyear (Buzz Lightyear)
- Jessie, den jodlande cowboyflickan (Jessie, the Yodeling Cowgirl)
- Stinky Pete, guldgrävaren (Stinky Pete the Prospector)
- Mr. Potato Head (Mr. Potato Head)
- Slinky Dog (Slinky Dog)
- Den gröna dinosaurien Rex (Rex)
- Spargrisen Hamm (Hamm the Piggy Bank)
- Bo Peep (Bo Peep)

- Leksakssamlaren Al (Al the Toy Collector)
- Andy (Andy)
- Andys mamma (Andy's Mom)
- Buzz Lightyear II (Buzz Lightyear II)
- Mrs. Potato Head (Mrs. Potato Head)
- Barbiedockor (Barbie dolls)
- Pingvinen Weezy (Weezy the Penguin)
- Onde kejsaren Zurg (Evil Emperor Zurg)
- Kycklingmannen (The Chicken Man)
- Städaren Geri (Geri the Cleaner)
- Gröna aliens (Green Aliens)

### Monsters, Inc.(2001)
- James P. "Sulley" Sullivan (James P. "Sulley" Sullivan)
- Mike Wazowski (Mike Wazowski)
- Bu/Mary (Boo/Mary)
- Randall Boggs (Randall Boggs)
- Henry J. Waternoose III (Henry J. Waternoose III)
- Celia (Celia)
- Rosie (Roz)
- Yeti (Yeti)
- Mögul (Fungus)
- Needleman (Needleman)
- Smitty (Smitty)
- Skrämredaktörshef (Floor Manager)
- Fröken Flint (Flint)
- Galla "Slem" (Bile)
- George Sanderson (George Sanderson)

### Hitta Nemo(2003)
- Marvin (Marlin)
- Doris (Dory)
- Nemo (Nemo)

- Gill (Gill)
- Blås (Bloat)
- Stella (Peach)
- Gurgel (Gurgle)
- Rut/Ann (Deb/Flo)
- Jacques (Jacques)
- Nigel (Nigel)
- Flyt (Crush)
- Korall (Coral)
- Pysen (Squirt)
- Mr. Rocka (Mr. Ray)
- Bruce (Bruce)
- Draggen (Anchor)
- Skum (Chum)
- Tandläkare (Dentist)
- Darla (Darla)
- Ted (Tad)
- Pärlan (Pearl)
- Sheldon (Sheldon)
- Fiskstim (Fish School)

### Superhjältarna(2004)
- Robert 'Bob' Parr/Mr. Incredible
- Helen Parr/Elastaflickan (Elastigirl)
- Buddy Pine/Syndrome
- Violet Parr
- Dashiel 'Dash' Parr
- Lucius Best/Fryzo (Frozone)
- Edna Mode
- Gilbert Huph
- Mirage
- Undergrävaren (Underminer)
- Bomb Voyage
- Jack Jack Parr
- Mary Best (Honey Best)
- Carrie McKeen (Kari McKeen)

### Bilar(2006)
- Blixten McQueen (Lightning McQueen)
- Chick Hicks
- Kungen Lasse-Chassi (The King)
- Doc Hudson
- Bärgarn (Mater)
- Sally Carrera
- Ramone
- Luigi
- Sheriff
- Fillmore
- Schassen (Sarge)
- Flo
- Guido
- Mack
- Lizzie
- Rödis (Red)
- Van
- Minna (Minny)
- Björn Rallygård (Bob Cutlass)
- Johan Motorén (Darrell Cartrip)
- Klink (Rusty Rust-eze)
- Klonk (Dusty Rust-eze)
- Tex
- Fru Kungen (Mrs. The King)
- Junior
- Mia
- Pia (Tia)
- Bert (Harv)
- Fred
- Michael Schumacher Ferrari
- Jay Limo
- Mario Andretti
- Peterbilt
- Petra Gasolin (Kori Turbowitz)
- Not Chuck
- Boss (Boost)
- Vingen (Wingo)
- DJ
- Fräsar'n (Snotrod)

### Råttatouille(2007)
- Remy
- Alfredo Linguini
- Colette Tatou
- Skinner, kock
- Anton Ego
- Auguste Gusteau
- Django
- Emile
- Horst
- Lalo
- Francois
- Larousse
- Mustafa, hovmästaren
- Talon Labarthe, advokaten
- Pompidou
- Git
- Ambister

### WALL-E(2008)
- WALL-E, förkortning av Wankelmotor Lastlyftare – Ekonomiklass (WALL-E, Waste Allocation Load Lifter – Earth-class)
- EVA (EVE, Extraterrestrial Vegetation Evaluator)
- Kapten B. McCrea /Kaptenen (Captain B. McCrea / The Captain)
- Auto (Auto)
- John (John)
- Mary (Mary)
- Shelby Fortright / VD (Shelby Fortright / CEO)

### Upp(2009)
- Carl Fredriksson (Carl Fredricksen)
- Oskar (Russel)
- Dogge (Dug)
- Charles F. Muntz (Charles F. Muntz)
- Alpha (Alpha)
- Beta (Beta)
- Gamma (Gamma)
- Ellie (Ellie)
- Kenneth (Kevin)
- Tom (Tom)
- Journalfilmsberättare (Newsreel Announcer)

### Toy story 3(2010)
- Woody
- Buzz Lightyear

- Jessie
- Teddy (Lotso / Lots-o'-Huggin' Bear)
- Mr. Potato Head
- Mrs Potato Head
- Rymdisarna (Aliens)
- Sergeant (Sarge)
- Slinky
- Rex
- Hamm
- Barbie
- Ken

- Andy Davis
- Andys mamma (Andy's Mom)
- Molly Davis
- Buster
- Bonnie Anderson
- Bonnies mamma (Bonnie's Mom)

- Babyface (Big Baby)
- Skrattis (Chuckles)
- Dolly
- Herr Kotten (Mr. Pricklepants)
- Trixie
- Buttercup (Smulan)

- Stretch
- Twitch
- Chunk
- Sparks
- Bookworm
- Apan (The Monkey)

### Bilar 2(2011)
- Blixten McQueen (Lightning McQueen)
- Chick Hicks
- Kungen Lasse-Chassi (The King)
- Doc Hudson
- Bärgarn (Mater)
- Sally Carrera
- Ramone
- Luigi
- Sheriff
- Fillmore
- Schassen (Sarge)
- Flo
- Guido
- Mack
- Lizzie
- Rödis (Red)
- Van
- Minna (Minny)
- Björn Rallygård (Bob Cutlass)
- Johan Motorén (Darrell Cartrip)
- Klink (Rusty Rust-eze)
- Klonk (Dusty Rust-eze)
- Tex
- Fru Kungen (Mrs. The King)
- Junior
- Mia
- Pia (Tia)
- Bert (Harv)
- Fred
- Michael Schumacher Ferrari
- Jay Limo
- Mario Andretti
- Peterbilt
- Petra Gasolin (Kori Turbowitz)
- Not Chuck
- Boss (Boost)
- Vingen (Wingo)
- DJ
- Fräsar'n (Snotrod)

### Modig(2012)
- Prinsessan Merida (Princess Merida)
- Drottning Elinor (Queen Elinor)
- Kung Fergus (King Fergus)
- Trillingarna (The Triplets)
  - Harris
  - Hubert
  - Hamish
- Angus
- Häxan (The Witch)
- Mor'du
- Lord MacGuffin
- Unge MacGuffin (Young MacGuffin)
- Lord Macintosh
- Unge Macintosh (Young Macintosh)
- Lord Dingwall
- Lille Dingwall (Wee Dingwall)
- Maudie
- Kråkan (The Crow)
- Martin
- Gordon

### Monsters University(2013)
- Michael "Mike" Wasowski
- James P. "Sulley" Sullivan

- Randall "Randy" Boggs
- Abigail Hardscrabble
- Scott "Kladdis" Scribbles (Scott "Squishy" Scribbles)
- Don Carlton
- Terri Perry
- Terry Perry
- Art
- Professor Derek Knight
- Claire Wheeler
- Brock Pearson
- Jonathan Worthington
- Frank McCay
- Karen Graves
- Chet Alexander
- Yeti
- Rosie (Roz)
- Domare (Referee)
- Snigelmonster (Slug)

### Insidan ut(2015)
- Glädje (Joy)
- Vemod (Sadness)
- Rädsla (Fear)
- Ilska (Anger)
- Avsky (Disgust)

- Jenny Anderson (Riley Andersen)
- Jennys mamma (Riley's Mother / Jill Andersen)
  - Mammans Glädje, Vemod, Rädsla, Ilska och Avsky (Mother's Joy, Sadness, Fear, Anger and Disgust)
- Jennys pappa (Riley's Father / Bill Andersen)
  - Pappans Glädje, Vemod, Rädsla, Ilska och Avsky (Father's Joy, Sadness, Fear, Anger and Disgust)
- Bing Bong
- Glömmare Paula (Forgetter Paula)
- Glömmare Bobby (Forgetter Bobby)
- Undermedvetna vakten Dave (Subconscious Guard Dave)
- Undermedvetna vakten Frank (Subconscious Guard Frank)
- Meg
- Hjärnpolis Jake (Mind Worker Cop Jake)
- Drömregissören (Dream Director)
- Läraren (Teacher)
  - Lärarens känslor (Teacher's Emotions)
- Clownen Rassel (Jangles the Clown)
  - Rassels känslor (Jangles' Emotions)
- Coola tjejen (Cool Girl)
  - Coola tjejens känslor (Cool Girl's Emotions)
- Fritz

### Den gode dinosaurien(2015)
- Arlo
- Pricken (Spot)
- Tugg (Butch)
- Måns (Nash)
- Mia (Ramsey)
- Pappa Henry (Poppa Henry)
- Mamma Ida (Momma Ida)
- Bert (Buck)
- Lilli (Libby)
- Åskvigg (Thunderclap)
- Störtskur (Downpour)
- Kallfront (Coldfront)
- Skoge Lövgren (Forrest Woodbush)
- Bullen (Bubbha)
- Liselott (Lurleane)
- Ulf (Earl)
- Pekka (Pervis)

### Hitta Doris(2016)
- Marlin (Marvin)
- Nemo
- Doris (Dory)
- Jenny, Doris mamma
- Charlie, Doris pappa
- Ingvar (Hank)
- Vilja (Destiny)
- Pannan (Bailey)
- Flax (Fluke)
- Roder (Rudder)
- Herr Rocka (Mr. Ray)
- Flyt (Crush)
- Pysen (Squirt)
- Ted (Tad)
- Pärlan (Pearl)
- Sheldon
- Stan
- Stans fru (Stan's Wife)
- Carl
- Krabbe (Crab)
- Kycklingfisk (Chickenfish)
- Klumpfisk (Sunfish "Charlie Back and Forth")
- Gill
- Becky
- Blås (Bloat)
- Stella (Peach)
- Gurgel (Gurgle)
- Bubbel (Bubbles)
- Rut (Deb)
- Jacques

### Bilar 3(2017)
- Blixten McQueen (Lightning McQueen)
- Cruz Ramirez
- Bärgarn (Mater)
- Sally
- Smokey
- Jackson Storm
- Luigi
- Guido
- Doc Hudson
- Rödis (Red)
- Mack
- Fröken Glufser (Miss Fritter)
- Klink (Rusty Rust-eze)
- Klonk (Dusty Rust-eze)
- Sterling
- Johan Motorén (Darrel Cartrip)
- Rolf Rallygård (Bob Cutlass)
- Jocke Månsken (Junior "Midnight" Moon)
- Ulla Dunder (Louise "Barnstormer" Nash)
- Calle Forss (River Scott)
- Chick Hicks
- Kalle Chassi (Cal Weathers)
- Tex Dinoco
- Natalie Siffer (Natalie Certain)
- Maddy McGear
- Sheriffen (Sheriff)
- Ramone
- Schassen (Sarge)
- Fillmore
- Flo
- Lizzie
- Kungen (The King)
- Hamilton

### Coco(2017)
- Miguel Rivera
- Héctor
- Ernesto de la Cruz
- Imelda Rivera
- Abuelita / Elena Rivera
- Mamá Coco, Miguels gammelmormor
- Chicharrón
- Frida Kahlo
- Papá Julio
- Tant Rosita (Tía Rosita)
- Tant Victoria (Tía Victoria)
- Onkel Oscar (Tío Oscar)
- Onkel Felipe (Tío Felipe)
- Pappa Enrique (Papá Enrique) / Enrique Rivera
- Mamma Luisa (Mamá Luisa) / Luisa Rivera
- Papá Franco
- Tant Gloria (Tía Gloria)
- Onkel Berto (Tío Berto)
- Abel Rivera
- Rosa Rivera
- Mariachi på Plaza (Plaza Mariachi)
- Gränsvakt (Arrivals Agent)
- Gränsvakt (Departures Agent)
- Gustavo
- Kontorist (Head Clerk)
- Skrivbordspolis (Corrections Officer)
- Don Hidalgo
- Konferencier (MC)
- Juan Ortodoncia
- Dörrvakt (Security Guard)

### Superhjältarna 2(2018)
- Helen Truax-Parr / Elastaflickan (Elastigirl)
- Robert "Bob" Parr / Mr. Incredible
- Violet Parr
- Dashiell "Dash" Parr
- Jack-Jack Parr
- Evelyn Deavor
- Winston Deavor
- Lucius Best / Fryzo (Fryzone)
- Tony Rydinger
- Karen / Voyd
- Edna "E" Mode
- Krossaren (Krushauer)
- Gus Burns / Reflux
- Ambassadör Henrietta Selick (Ambassador Henrietta Selick)
- Rick Dicker
- Undergrävaren (Underminer)
- Skärmskräckaren (Screenslaver)
- Helektrix (He-Lectrix)
- Borgmästare (Mayor)
- Victor Cachet
- Förhörspoliser (Detectives)
- Mary Best

### Toy Story 4(2019)
- Woody
- Buzz Lightyear
- Bo Peep
- Gaffe (Forky)
- Bonnies (övriga) leksaker
  - Rex
  - Slinky
  - Aliens
  - Hamm
  - Jessie
  - Bullseye
  - Mr. Potato Head
  - Mrs. Potato Head
  - Herr Kotten (Mr. Pricklepants)
  - Smulan (Buttercup)
  - Dolly
  - Trixie
  - Melephant Brooks
  - Chairol Burnett
  - Bitey White
  - Carl Reineroceros
  - Old Timer
  - Karen Beverly
- Gabby Gabby
- Bensons (The Bensons)
- Margaret
- Harmony
- Harmonys mamma (Harmony's Mom)
- Duke Caboom
- Giggle McDimples
- Ducky
- Bunny
- Bonnie Anderson
- Bonnies mamma (Bonnie's Mom) / Mrs. Anderson
- Bonnies pappa (Bonnie's Dad) / Mr. Anderson
- Combat Carls
- Andy Davis
- Andys mamma
- Fröken Wendy (Miss Wendy)
- Tivoli-arbetaren Axel (Axel the Carnie)
- Vilsen flicka (Lost Girl)

### Framåt(2020)
- Ian Kvickfot (Ian Lightfoot)
- Balder Kvickfot (Barley Lightfoot)
- Ville Kvickfot (Wilden Lightfoot)
- Laura Kvickfot (Laurel Lightfoot)
- Mantikoran (Corey the Manticore)
- Konstapel Colt Kuse (Colt Bronco)
- Konstapel Spektra (Specter)
- Konstapel Grodd (Officer Gore)
- Pixie Dusters
  - Daggkåpa (Dewdrop)
- Grecklin
- Gaxton
- Konstapel Alveman (Officer Avel)
- Fennwick, byggjobbare

### Själen(2020)
- Joe Gardner
- 22
- Moonwind
- Jerry
- Terry
- Libba Gardner
- Dez
- Lamont "Curley" Baker
- Dorothea Williams
- Paul

### Luca(2021)
- Luca Paguro
- Alberto Scorfano
- Giulia Marcovaldo
- Ercole Visconti
- Ciccio
- Guido
- Daniela Paguro
- Lorenzo Paguro
- Massimo Marcovaldo
- Farmor Paguro (Grandma Paguro)
- Farbror Paguro (Ugo Paguro)

## Stop motion-filmer

### The Nightmare Before Christmas(1993)
- Jack Skellington
- Sally
- Dr. Finkelstein
- Mayor of Halloween Town
- Oogie Boogie
- Boogie's Boys
  - Lock
  - Shock
  - Barrel
- Santa Claus
- Igor

## Spelfilmer med tecknade inslag

### Victory Through Air Power(1943)
- Flygpionjärer
  - Wilbur & Orville Wright
  - Alberto Santos-Dumont
  - Eugene Ely
  - Calbraith Rodgers
  - John Alcock
  - Arthur Witten-Brown
  - Charles Lindbergh
- Pierre & Fritz
- Örnen & bläckfisken

### Sången om Södern(1946)
- Bror Kanin (Brer Rabbit)
- Bror Räv (Brer Fox)
- Bror Björn (Brer Bear)
- Bror Pungmus (Brer Possum)
- Bror Groda (Brer Frog)
- Bror Fisk (Brer Fish)

### Det svarta fåret(1949)
- Danny (Danny)
- Ugglan (Wise Old Owl)
- Christofer Columbus
- Robert Bruce
- David och Goliat
- Josua

### Mary Poppins(1964)
- Räv
- Sköldpaddor
- Pingviner
- Vakt
- Sångare
- Reportrar
- Svanfamilj

### Sängknoppar och kvastskaft(1971)
- Kung Lejon (King Leonidas)
- Herr Torsk (Mr. Codfish)

- Fotbollsspelare
  - Struts
  - Schimpans
  - Känguru
  - Flodhäst
  - Elefant
  - Noshörning
  - Krokodil
  - Hyena
  - Piggsvin
  - Gorilla

- Fiskande björn
- Sekreterfågel
- Gamar
- Mus
- Bläckfisk

### Peter och draken Elliott(1977)
- Peter (Peter)
- Elliott (Elliott)